# رونالد توبي
رونالد توبي (بالإنجليزية: Ronald Toby)‏ هو مؤرخ أمريكي، ولد في 1942.